# Коргова
Коргова — река в России, течёт по территории Верхнетоемского района Архангельской области. Образуется от слияния рек Южная Коргова и Северная Коргова. Устье реки находится в 12 км по левому берегу реки Сефтра. Длина реки составляет 2 км.

## Данные водного реестра
По данным государственного водного реестра России относится к Двинско-Печорскому бассейновому округу, водохозяйственный участок реки — Северная Двина от впадения реки Вычегда до впадения реки Вага, речной подбассейн реки — Северная Двина ниже места слияния Вычегды и Малой Северной Двины. Речной бассейн реки — Северная Двина.
Код объекта в государственном водном реестре — 03020300112103000027289.